# Codex Zittaviensis
Der Codex Zittaviensis (Nr. 664 nach Gregory-Aland, δ 502 nach von Soden; Nr. 44 nach Rahlfs) ist eine Bibelhandschrift, die paläographisch auf das 15. Jahrhundert datiert wird. Sie enthält den vollständigen Text des Alten und des Neuen Testaments in griechischer Sprache.

## Beschreibung
Der Codex besteht aus 1008 Papierblättern im Format 31 × 20,2 cm, die in Minuskeln einspaltig mit je 30 Zeilen beschrieben sind.
Das Alte Testament besteht aus 775 Blättern. Es enthält auch die Bücher 3. und 4. Makkabäer, Judit und Tobit.
Das Neue Testament besteht aus 233 Papierblättern. Es ist in der Reihenfolge Evangelien, Apostelgeschichte, Paulinische und Katholische Briefe und Offenbarung angeordnet. Es folgt dem byzantinischen Texttyp.

## Geschichte
Die Handschrift befand sich bis 1606 im Besitz des kursächsischen Pfarrers David Fleischmann. 1620 übergab sie dessen Sohn Johann Fleischmann der Ratsbibliothek Zittau. Heute befindet sie sich in der Christian-Weise-Bibliothek in Zittau mit der Signatur A. 1.